# August Hess (Politiker)
August Emil Karl Friedrich Theodor Hess (* 15. Dezember 1832 in Gießen; † 24. Februar 1897 ebenda) war ein hessischer Gasfabrikant und Politiker und Abgeordneter der 2. Kammer der Landstände des Großherzogtums Hessen.
August Hess war der Sohn des Hofgerichtsadvokaten Dr. Karl Friedrich Christian Hess (1798–1835) und dessen Ehefrau Sophie, geborene Blaser. Hess, der evangelischen Glaubens war, war Gasfabrikant in Gießen und heiratete 1862 Therese Auguste Luise geborene Scholz (1843–1925).
Von 1865 bis 1873 gehörte er der Zweiten Kammer der Landstände an. Er wurde für den Wahlbezirk der Stadt Gießen gewählt. In Gießen war er auch Beigeordneter und Mitglied des Kreistags.